# Tout Puissant Molunge
Maillots
Actualités
Le TP Molunge est un club de football congolais basé à Mbandaka, le club participe au Linafoot 2.

## Histoire

### Affaire convention de Transfert Inter Club 2019[1]
La FECOFA, la LIFÉQUA et l'EUFMBA avaient demandé au TP Molunge, dans un dossier immatriculé 0377 de la Convention de Transfert Interclub, de se faire représenter pour trouver un compromis avec le FC Renaissance de Mbandaka.
Entre le TP Molunge, club cédant représenté par messieurs Calvin Lokuka et Tony Likute, respectivement Président et Secrétaire sportif adjoint, d'une part; et le FC Renaissance Mbandaka, club bénéficiaire représenté par messieurs Partrick Liwenge et Abaya Tshoma, respectivement Président et Secrétaire sportif, d'autre part.
Il a été convenu et arrêté ce qui suit :
- Article 1. Le TP Molunge accepte de transférer les joueurs suivants :
  - Merveille Botondolo
  - Yanick Ngola
  - Glody Biangola
  - Kevin Gwembongo
  - Roland Mokengo
  - Ley Kundu
  - Doudou Ekembe
  - Koko Songuba
  - Remy Bosongola
  - Dieu Lokondo
  - Lucien Bonku
  - Colas Engo
  - Nico Mbela
  - Doris Loomo
  - Fabrice Alongo
  - Miche Bafumba
  - Innocent Baende

- Article 2. Les transferts sont acquis à titre gratuit.
- Article 3. Les transferts sont conclus pour une durée précaire 2 ans.

## Palmarès
- LIFÉQUA (5)[2]
  - Champion : 2002, 2005, 2006, 2008

## Personnalités historique du Club

### Entraîneurs
- 2022-2023 :  José Mundele[3]